# Epeolus mesillae
Epeolus mesillae är en biart som först beskrevs av Cockerell 1895.  Epeolus mesillae ingår i släktet filtbin, och familjen långtungebin.

## Underarter
Arten delas in i följande underarter:
- E. m. mesillae
- E. m. palmarum